# Ossufo Momade
Ossufo Momade (Ilha de Moçambique, 30 de janeiro de 1961) é um político moçambicano. Desde 17 de janeiro de 2019, é o presidente da Resistência Nacional Moçambicana (RENAMO), o principal partido de oposição no país. Assumiu o posto de presidência do partido de forma interina após a morte do líder Afonso Dhlakama em maio de 2018 e, após um congresso interno no início do ano seguinte, foi eleito presidente da RENAMO.
Em 1° de agosto de 2019, Momade concordou em renunciar a violência e assinou um acordo de paz com o presidente moçambicano Filipe Nyusi em uma remota base militar da RENAMO no Parque Nacional da Gorongosa. Como consequência, o acordo selou a última insurgência armada da RENAMO. Posteriormente, no dia 6 do mesmo mês, uma segunda cerimónia do acordo ocorreu na Praça da Paz em Maputo, onde Momade declarou que ele e demais integrantes da RENAMO se concentrariam em manter a paz e a reconciliação nacional.

## Biografia
Momade nasceu na Ilha de Moçambique, quando o país ainda era uma colónia portuguesa. É filho de Alide Zainabo e de Ossufo Momade Sr. Estudou na Escola Elementar Luís de Camões e, a partir de 1973, na Escola Comercial Pêro da Covilhã. Ainda adolescente juntou-se à FRELIMO tendo chegado a comissário político e militar. Em Dezembro de 1978 já comandava um batalhão do Exército de Moçambique quando foi capturado pelos guerrilheiros da Resistência Nacional de Moçambique.
Acabou sendo persuadido a se juntar à RENAMO, a qual estava sob a liderança de Afonso Dhlakama, e com o passar do tempo assumiu o comando das operações da organização rebelde nas províncias centrais de Manica e Sofala, tendo aberto, em 1983, a frente de Nampula. Neste ano foi promovido a major-general e em 1992 atingiu a patente de tenente-general das forças da RENAMO.
Depois do Acordo Geral de Paz foi eleito deputado da Assembleia da República em 1999 pela província de Nampula e secretário geral da RENAMO em 2007, posição que deteve até 2013, quando a passou para Manuel Bissopo, para assumir o cargo de chefe da defesa e segurança do partido. Com a morte de Dhlakama, tornou-se presidente interino em 2018 e formalmente presidente eleito da RENAMO em 2019.